# 长沙会战碑
长沙会战碑位于于中国湖南省长沙市岳麓区岳麓山顶，云麓宫旁石亭内，立于1948年，为纪念长沙会战胜利而设立。
碑高2.35米，宽1米，护框为花岗岩，碑正面刻“长沙会战碑”五字，记述了1939年9月起国民革命军陆军第九战区将士抗击日本侵略的事迹，碑文落款为“陆军中将第九战区司令长官司令部参谋长吴逸志 中华民国三十年七月七日”，2011年被公布为湖南省文物保护单位。